# The Phantom Express (film, 1925)
Pour les articles homonymes, voir The Phantom Express.
Pour plus de détails, voir Fiche technique et Distribution.
The Phantom Express est un film américain réalisé par John G. Adolfi et sorti en 1925.

## Synopsis
Un jeune ingénieur des chemins de fer, amoureux de la fille d'un autre ingénieur, prend les commandes du train le plus rapide de son entreprise, après que le père de sa bien-aimée soit devenu fou.

## Fiche technique
- Réalisation : John G. Adolfi
- Scénario : Tom J. Hopkins
- Photographie : Charles J. Davis, Conrad Wells
- Production : Banner Productions
- Pays de production :  États-Unis
- Distributeur : Henry Ginsberg Distributing Company, Wardour Films (UK)
- Durée : 5 bobines[2]
- Date de sortie :
  - États-Unis : novembre 1925

## Distribution
- Ethel Shannon : Nora Lane
- David Butler : Jack Warren
- Frankie Darro : 'Daddles' Lane - le frère de Nora

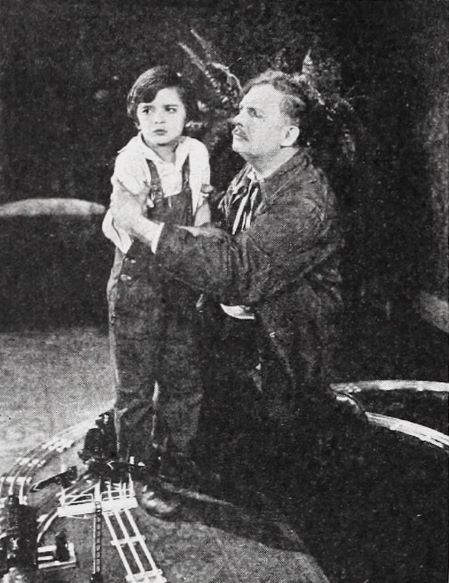
Frankie Darro et George Periolat dans une scène du film.

- George Periolat : John Lane - le père de Nora
- George Siegmann : Rufus Hardy
- William H. Tooker : George Mott
- John Webb Dillion : Henry Muncy